# Acubens
Acubens (α Cnc / α Cancri / 65 Cancri), è un sistema stellare triplo della costellazione del Cancro di classe spettrale A5m (La lettera 'm' indica che si tratta di stelle con linee metalliche). 
Il suo nome deriva dalla parola araba الزبانى Az-Zubana che significa "pinza" - del cancro -. 
Assai simile al Sole, dista dalla Terra 174 anni luce ed ha una magnitudine apparente di solo +4,26 ed è la quarta stella in ordine di luminosità della costellazione. 

## Componenti
La componente principale del sistema Acubens A è a sua volta una stella doppia, la cui natura è stata scoperta grazie ad una occultazione lunare e le cui componenti sono separate soltanto da 0,1 arcsec. Ognuna delle due stelle è 23 volte più luminosa del Sole con una massa doppia.
A 11 secondi di arco, si trova la compagna Acubens B che appare come una stella di magnitudine apparente 12. A sua volta è un sistema binario del quale si sa molto poco. Acubens A e Acubens B si trovano separate di almeno 600 UA.

## Occultazioni
Per la sua posizione prossima all'eclittica, è talvolta soggetta ad occultazioni da parte della Luna e, più raramente, dei pianeti, generalmente quelli interni.
Le ultime occultazioni lunari avvennero rispettivamente alle date:
1. 14 dicembre 2011[3]
2. 6 marzo 2012[4]
3. 13 settembre 2012[5]
4. 13 febbraio 2014[6]